# NKF Groteska
Nieprofesjonalny Klub Filmowy „Groteska” im. Anatola Filipiuka (NKF „Groteska”) – nieistniejący amatorski klub filmowy powstały w 1969 roku przy Zakładach Chemicznych Blachownia w dzisiejszym Kędzierzynie-Koźlu. Pierwotnie nosił nazwę Amatorskiego Klubu Filmowego (AKF) „Groteska”. 
Był to jeden z najdłużej funkcjonujących i najbardziej utytułowanych polskich nieprofesjonalnych klubów filmowych. Swoją działalność zakończył w 2015 r. Za swoje prace członkowie „Groteski” byli wielokrotnie wyróżniani i nagradzani na licznych prestiżowych przeglądach, konkursach i festiwalach w Polsce oraz na świecie. 
Przez pierwszych 20 lat skupiał w swoich szeregach pracowników Zakładów Chemicznych Blachowniach. W wyniku zmian ustrojowych, na początku lat 90. został przejęty przez Miejski Ośrodek Kultury w Kędzierzynie-Koźlu.

## Początki ruchu filmowego w Kędzierzynie-Koźlu

### AKF Etiuda

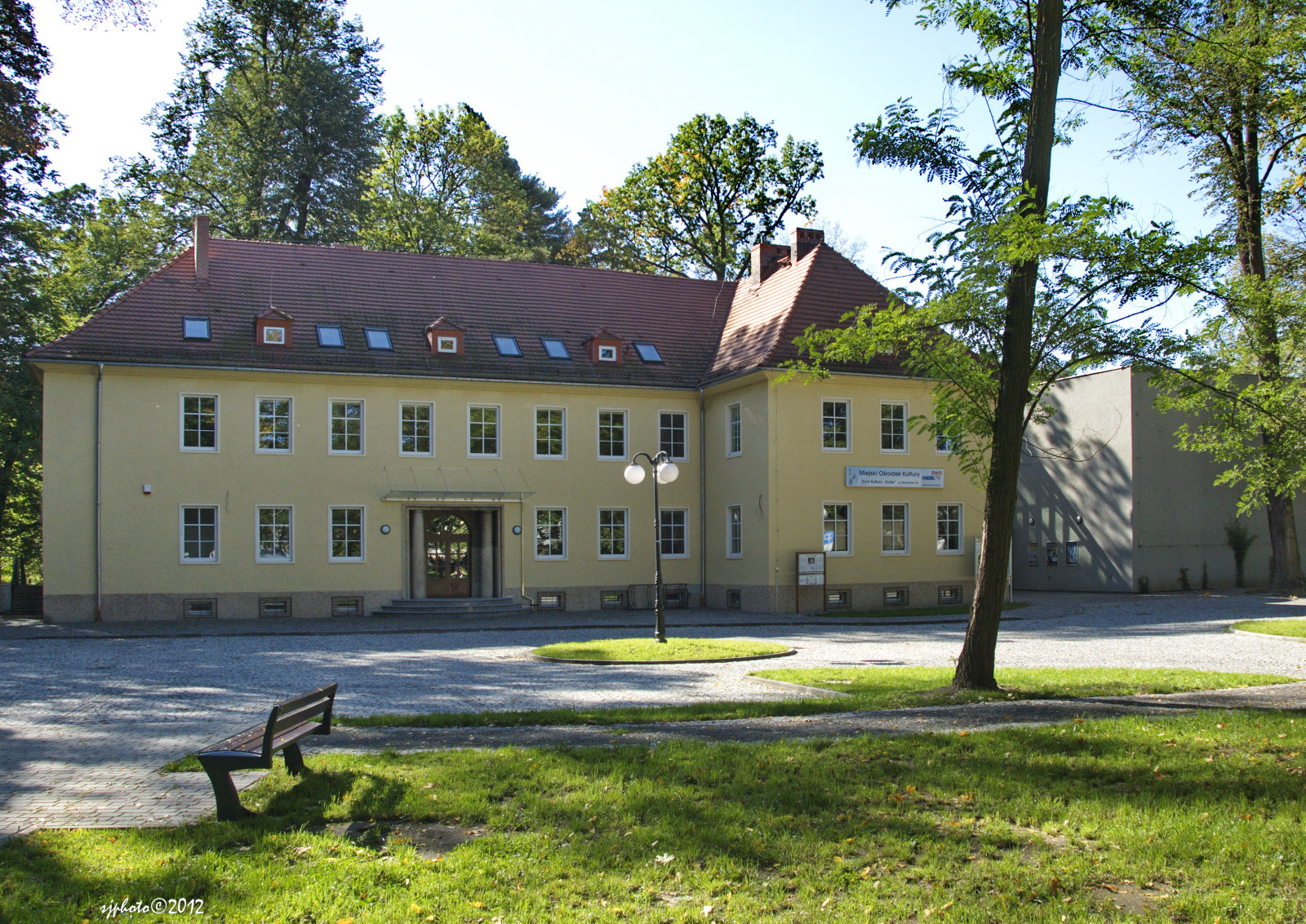
Dom Kultury „Koźle”, rok 2015

Początki istnienia ruchu filmowego na terenie dzisiejszego miasta Kędzierzyna-Koźla sięgają pierwszej połowy lat 60. XX w. W Powiatowym Domu Kultury w Koźlu, będącym obecnie jednym z kilku obiektów Miejskiego Ośrodka Kultury, działała sekcja fotograficzna i filmowa kierowana przez instruktora Jana Żołyńskiego. W tym miejscu w 1963 r. przygodę z amatorskim filmem rozpoczął Roman Hlawacz. Wraz z innymi twórcami, Tadeuszem Patalasem, Bogusławem Rogowskim, Januszem Skalskim i Janem Żołyńskim, założył grupę filmową, którą po pewnym czasie zarejestrowali w Federacji Amatorskich Klubów Filmowych jako Amatorski Klub Filmowy „Etiuda”.

## Początki klubu Groteska
Gdy w 1969 r. Roman Hlawacz rozpoczął pracę w Blachowni, kierownik Zakładowego Domu Kultury zaproponował mu założenie klubu filmowego. Pierwszą siedzibą stały się podziemia „Młodzieżowego Klubu ZMS »Stary« w Blachowni przy ulicy Wyzwolenia”. Do grupy zaczęły dołączać kolejne osoby, wśród nich pracownicy Zakładów i nauczyciele Technikum Energetycznego. Do najaktywniejszych należeli Stanisław Niemiec, Romuald Strzelczyk, Zygfryd Szulc, Ireneusz Radź i Bogdan Zambrzycki. W tym składzie osobowym zarejestrowali się w Federacji Amatorskich Klubów Filmowych jako Amatorski Klub Filmowy „Groteska”. Powodem wybrania akurat takiej nazwy była przekora i chęć zdystansowania się od panującej ówcześnie mody w mieście na używanie słowa „Chemik” we wszystkich nowo powstających instytucjach. Do pierwszego składu klubu wkrótce dołączyli Waldemar Zamczewski, Józef Haja, Andrzej Szopiński, Henryk Skrzypiec oraz Anatol Filipiuk. Waldemar Zamczewski w pierwszych wyborach wybrany zostaje na funkcję prezesa klubu. Pełnił ją nieprzerwanie aż do śmierci, choć w latach ostatnich wyłącznie honorowo. 

## Okres świetności

### Lata 80.

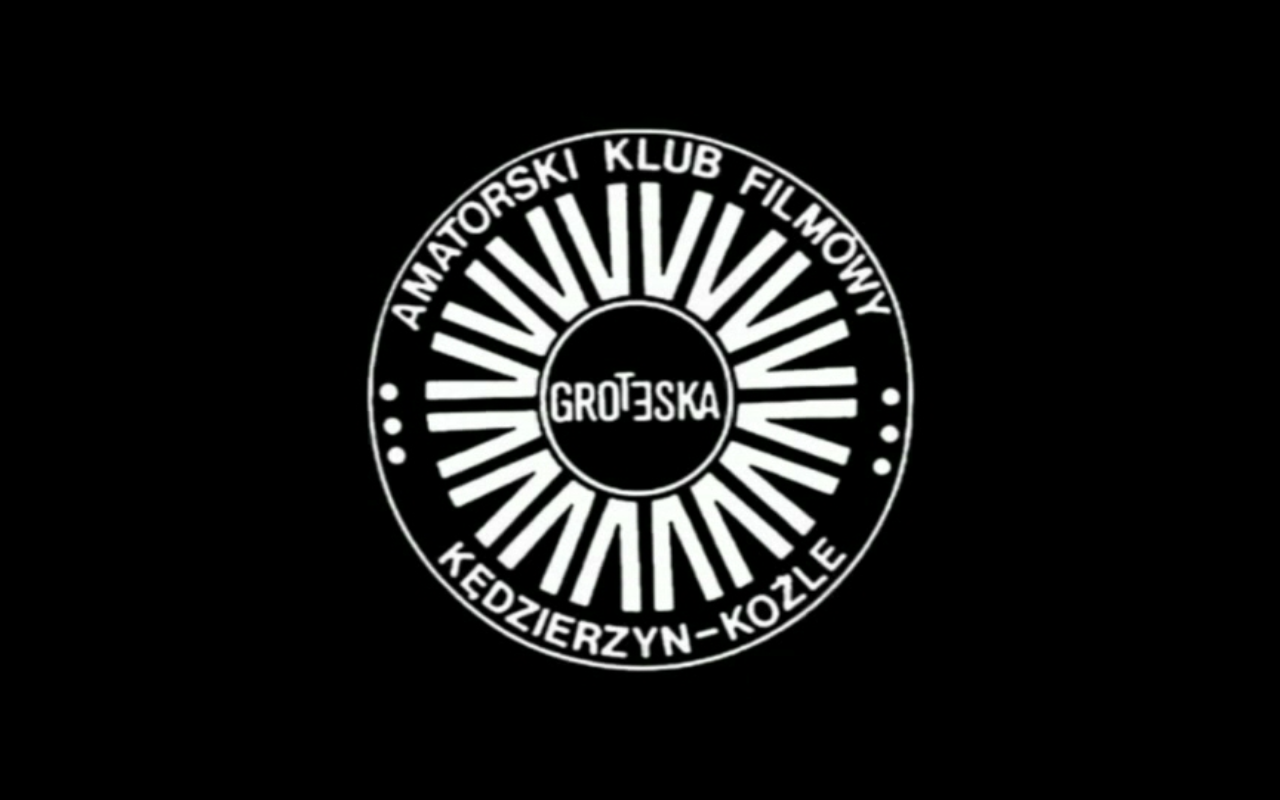
Logo AKF „Groteska”

Po stanie wojennym klub otrzymał pomieszczenia w budynku typu „Namysłów” nad Kanałem Gliwickim w Blachowni. W środku znalazło się miejsce na salę projekcyjną na 50 krzeseł, salę do realizacji filmów, kabinę projekcyjną, salę klubową oraz montażownię na cztery stanowiska do pełnego montażu.
Około 1985 r. Anatol Filipiuk zaprojektował logo „Groteski”. Aż do końca działalności klubu wykorzystywane było ono przez część twórców przy okazji realizacji filmów (niektórzy twórcy korzystali z innych grafik), jak również przy okazji promocji klubu. Inspiracją do stworzenia tego znaku był logotyp firmy Ilford produkującej materiały fotograficzne.
W 1985 r. na zjeździe Federacji padł pomysł przekształcenia nazwy „ruch amatorski” na „ruch nieprofesjonalny”. Tym samym nazwa klubu zmieniła się z AKF na NKF. Przez to zmieniło się również częściowo logo „Groteski”, choć wcześniejsza wersja nadal pozostała używana, podobnie jak sama nazwa AKF „Groteska”.
Około 1985/1986 r. z powodów osobistych Ireneusz Radź przestał pełnić funkcję instruktora i wtedy też rola ta przypadła Anatolowi Filipiukowi.
W okolicach 1987/1988 r. po raz kolejny filmowcy zmienili swoją siedzibę. Tym razem zostali ulokowani w części hotelu Berlinek, w którym otrzymali trzy pomieszczenia – salkę projekcyjną z kabiną i salkę klubową z dojściem do węzła sanitarnego.

## Groteska po roku 1989

### Zmiany

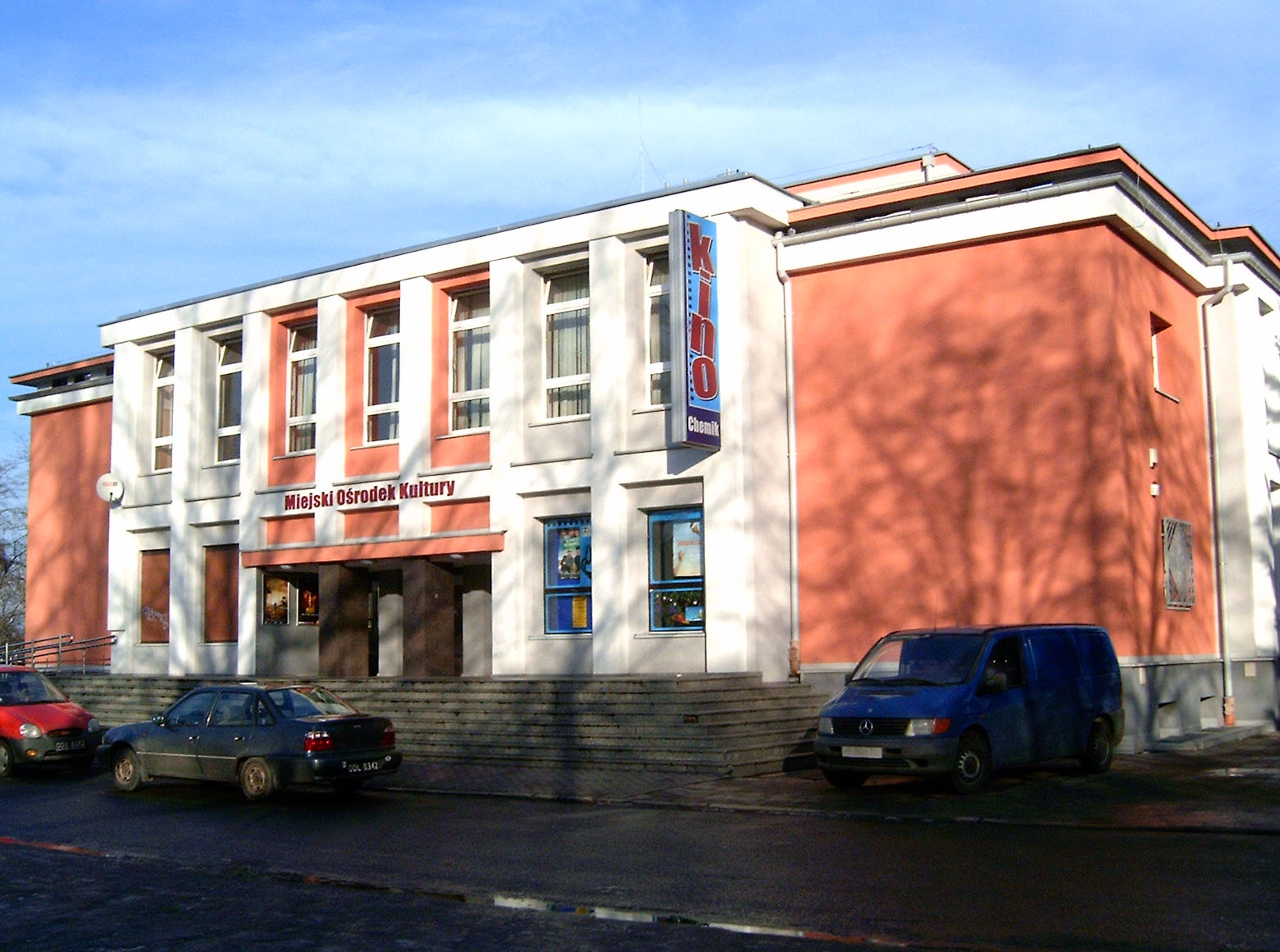
Dom Kultury „Chemik”

Przełom lat 80. i 90. przyniósł liczne zmiany w klubie, które nadały zupełnie nowe oblicze jego dalszej działalności. W 1993 r. zmarł Anatol Filipiuk, a po nim Roman Strzelczyk. Wkrótce po tym „Groteska” przeniosła się do Miejskiego Ośrodka Kultury, w którym działała do momentu rozwiązania w 2015 r. Zmiana lokalizacji podyktowana była wypowiedzeniem przez Zakłady Chemiczne umowy na wynajem pomieszczeń, z których korzystał klub. Wtedy po raz pierwszy klub opuścił dzielnicę Blachownia, z którą związany był od swojego powstania.
Nowa siedziba okazała się o wiele mniejsza od poprzedniej, co negatywnie wpłynęło na komfort pracy. Na domiar złego znajdowała się w dzielnicy Śródmieście, z którą większość twórców nie była w żaden sposób związana. Po części właśnie z tego powodu liczba osób stale uczestniczących w pracach klubu stopniała do zaledwie kilku. 
Aby podkreślić zasługi Anatola Filipiuka klub nazwano jego imieniem. Po nim opiekunem „Groteski” został Ireneusz Radź, któremu powierzono w Miejskim Ośrodku Kultury funkcję instruktora merytorycznego ds. filmu i fotografii. Jego wieloletnia przygoda z kinem została dwa lata później przerwana nagłą śmiercią. Wówczas rola opiekuna klubu przypadła Arkadiuszowi Kozubkowi. Za jego sprawą do „Groteski” zaczęło wstępować coraz więcej osób z młodego pokolenia.

### Festiwal Publicystyka
Z inicjatywy Ireneusza Radzia oraz przy dużym wsparciu ze strony Andrzeja Wróbla, ówczesnego dyrektora Miejskiego Ośrodka Kultury, w 1994 r. zorganizowano w Domu Kultury „Chemik” pierwszy Festiwal Filmów Nieprofesjonalnych „Publicystyka”. Po śmierci Ireneusza Radzia, w 1995 r. uhonorowano Go nadając jego imię festiwalowi. 
Z czasem festiwal zyskiwał coraz większy rozmach, a w 2004 r. został objęty patronatem Światowej Unii Filmu Niezależnego UNICA.
Od 2010 r. festiwal podzielono na dwie kategorie filmów – amatorskich i studenckich.
W składzie jury zasiadało do tej pory wiele wybitnych postaci, jak np. Witold Kon, Said Manafi, Sylwester Chęciński, Jerzy Trunkwalter, Blanka Danilewicz, Peter Glatzl, Franz Schlagier, Robert Gonera, Andrzej Fidyk, Paweł Łoziński, Filip Bajon, Maciej Pieprzyca, Maciej Drygas, Paweł Woldan, Jean Claude Lejosne czy Piotr Zawojski, a w 2018 roku Lionel Baier, reżyser szwajcarski (wykładowca Akademii Artystycznej ECAL w Lozannie). Obradom przewodniczył przez wiele lat Stanisław Puls, jeden z założycieli Federacji Amatorskich Klubów Filmowych. 

### Ostatnie lata działalności
W 2007 r. w miejsce Arkadiusza Kozubka instruktorem klubu został Jan Bartoszek i był nim niemal do momentu zakończenia działalności.
W 2009 r. podczas XVI Festiwalu „Publicystyka” odsłonięto obok budynku Domu Kultury „Chemik” pomnik kinematografii i amatorskiego ruchu filmowego, którego autorem jest Ignacy Nowodworski.
W 2010 r. z inicjatywy członków „Groteski” oraz Andrzeja Wróbla, ówczesnego dyrektora MOK, powstała Sala Tradycji Amatorskiego Ruchu Filmowego „Projektorownia”. Zebrano materiały zdjęciowe, albumy, dyplomy, stary sprzęt do realizacji i edycji obrazu i dźwięku, a także wiele innych pamiątek związanych z amatorskim ruchem filmowym w Kędzierzynie-Koźlu. Muzeum zlokalizowano w nieużytkowanej obecnie projektorowni dawnego kina „Lech”. Oficjalne otwarcie odbyło się podczas XVII Festiwalu „Publicystyka”, 23 października 2010 r.
W ostatnich latach działalności klub prowadził archiwizację starszych materiałów wideo zapisanych na kasetach VHS w celu przeniesienia zbiorów na czytniki cyfrowe oraz zaczął poruszać się w środowisku wirtualnym. 
W 2012 r. „Groteska” otrzymała od Miejskiego Ośrodka Kultury nowe pomieszczenie, zlokalizowane w podziemiach Domu Kultury „Chemik”. Sala była znacznie większa, dzięki czemu łatwiej było pomieścić stale zwiększającą się ekipę młodych twórców oraz cały sprzęt i ogromne archiwum.
Wiosną 2015 r. Jan Bartoszek rozwiązał umowę z Miejskim Ośrodkiem Kultury i przestał być instruktorem klubu. Kilka miesięcy później, podczas XXIII Międzynarodowego Festiwalu Filmów Niezależnych im. Ireneusza Radzia „Publicystyka” 2015 zdecydowano o zakończeniu działalności „Groteski”, o czym poinformowano w liście otwartym do dyrektora Miejskiego Ośrodka Kultury w Kędzierzynie-Koźlu. 

## Instruktorzy klubu
- Roman Hlawacz – 1969-1972
- Ireneusz Radź – 1972-1983
- Anatol Filipiuk – 1983-1993
- Ireneusz Radź – 1993-1995
- Arkadiusz Kozubek – 1995-2007
- Jan Bartoszek – 2007-2015